# سنگسی
سنگسی، روستایی است از توابع بخش شیرگاه شهرستان سوادکوه در استان مازندران ایران.

## جمعیت
این روستا در دهستان لفور قرار دارد و براساس سرشماری مرکز آمار ایران در سال ۱۳۹۵، جمعیت آن ۸۷ نفر (۲۳خانوار) بوده‌است.